# Paleoamericanos

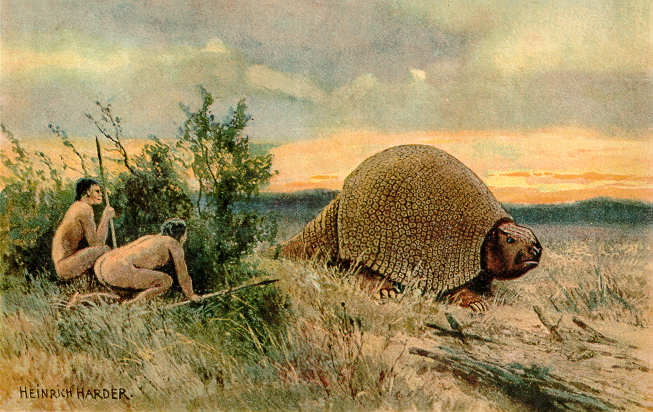
Desenho de Heinrich Harder (1858-1935) mostrando paleoíndios caçando um gliptodonte

Paleoamericanos e paleoameríndios são termos utilizados para designar os primeiros povos que entraram e, posteriormente, habitaram o continente americano durante a última glaciação no período Pleistoceno tardio.

## Etimologia
O prefixo "paleo" vem do adjetivo grego palaios (παλαιός), que significa "velho". O termo "paleoamericanos" se aplica especificamente ao período lítico no Hemisfério Ocidental e é distinto do termo Paleolítico.

## Sítios arqueológicos

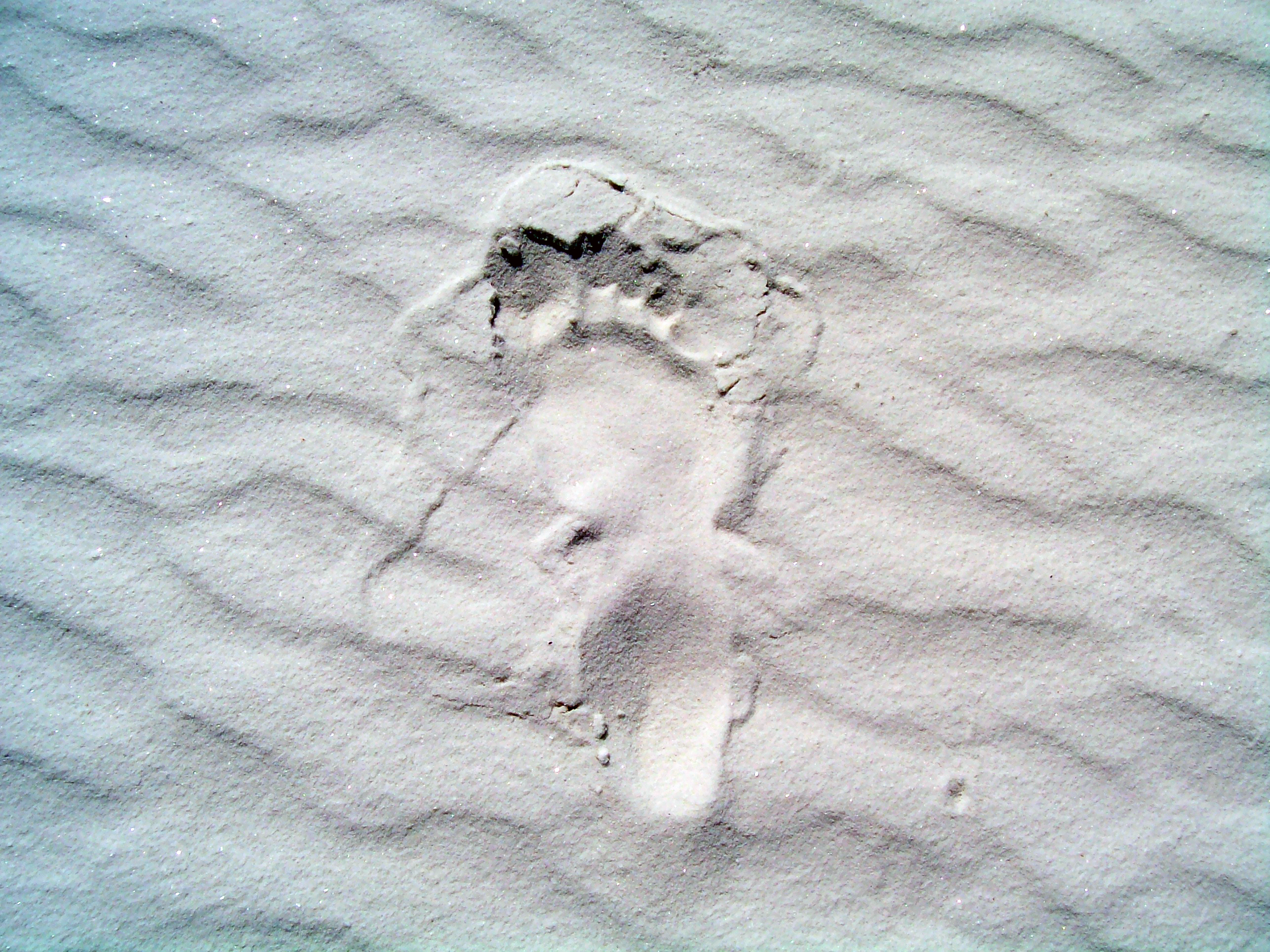
Pegadas humanas datadas de 21 a 23 mil anos AP. Parque Nacional de White Sands, Novo México.

A Cultura Clóvis, descoberta em 1929, era considerada como a cultura indígena mais antiga da América, datada de 13.500 anos, gerando-se um consenso que foi fundamento da teoria do povoamento tardio do continente. A partir das duas últimas décadas do século XX, novas pesquisas científicas questionaram essa teoria, defendendo a existência de culturas paleo-americanas muito mais antigas.
Alem disso, segundo pesquisas da Universidade de Copenhagen o chamado corredor sem gelo se tornou habitável por humanos apenas 12.600 anos atrás, isto é quase 1 000 anos após a formação da cultura Clovis, o que significa que os primeiros americanos não foram os que entraram no continente a partir do Alasca através do corredor livre de gelo canadense, mas tanto os grupos que desenvolveram a cultura Clovis como outros, tomaram a rota costeira do Pacífico, através da qual  esteve aberta uma ampla Conexão Beringia, tão ampla quanto a distância norte-sul até o atual Alasca, uma região onde os mamutes e as gramíneas das estepes da Sibéria se misturavam com as do noroeste da América.
Pode-se considerar que Alex Krieger foi o precursor da teoria do povoamento precoce ou temporão, mas nas últimas décadas, nas Américas têm sido achados vários sítios arqueológicos importantes nos quais cientistas de todo o mundo estão encontrando possíveis evidências incompatíveis com a teoria da colonização tardia (clóvis), que aponta para uma colonização precoce do continente americano. Apesar das polêmicas, os seguintes sites podem se destacar:
- Montalvânia, Minas Gerais, Piauí, Brasil, calcitas que recobrem gravados datados em 50 000 AP.
- Cuenca del Valsequillo, Puebla, México, pegadas humanas em cinzas vulcânicas de 40 000 anos AP.
- Pendejo Cave, Novo México, Estados Unidos, ponta de lança entre ossos de um cavalo, ferramentas de ossos, cabelo humano, e impressões digitais e de palmas humanas, como datações até de 36 000 AP.
- Pedra Furada, Brasil, instrumentos de pedra, como facas e raspadores de pelo menos 32 000 anos. Um crânio humano incompleto e 29 dentes, em sedimentos datados em 24.000 anos pelo método da luminescência óptica.
- El Cedral (SLP, México). Restos humanos e artefactos líticos com antiguidade de 31 000 anos.
- Arroyo del Vizcaíno, Canelones, Uruguay. Restos de 30 000 anos.
- Abrigo de Santa Elina, Serra das Araras, Jaganda, Mato Grosso, Brasil) Alguns artefatos líticos datados em 27 000 anos AP.
- White Sands, Novo México,  Estados Unidos, pegadas humanas delimitadas por camadas de sementes datadas por radiocarbono entre 23 e 21 mil anos AP.
- Toca da Tira Peia, Coronel José Dias, Piauí, Brasil, 113 artefatos de pedra consistindo em ferramentas e fragmentos de ferramentas em várias camadas de solo, a terceira datada por luminescência en 22.000 AP.
- Topper, Carolina do Sul, Estados Unidos, ferramentas de pedra e outros artefatos de pelo menos 20 000 anos de antiguidade.
- Tlapacoya (Méx, México). Navalha de obsidiana de há 21 000 anos.
- Abrigo rochoso de Chiribiquete, Colombia, pinturas rupestres de até 19 510 anos AP.
- Meadowcroft Rockshelter, Pensilvania, Estados Unidos, restos de processamento de animais, ferramentas e evidências de ocupação humana que datam de 19.000 AP.
- Piquimachay, Ayacucho, Perú. Pontas de projetil, raspadores, facas; de 17 000 anos, aproximadamente. O antropólogo Mc Neish opina que estes imigrantes chegaram aos Andes peruanos há 22 000 anos.
- Buttermilk Creek, Texas, Estados Unidos,pontas de projetil e vários artefatos que evidenciam uma ocupação humana quase contínua, que começou pelo menos há 16 000 anos..
- Cooper's Ferry, Idaho. Ferramentas e fogueiras datadas entre 15 280 e 16 560 anos AP.
- Caverna da Pedra Pintada, Pará, Brasil. Pontas de projetil polidas em forma triangular. Ferramentas de pedra datadas em até 16 190 anos AP. Covas decoradas com figuras geométricas e imagens antropomorfas.  Restos vegetais de ocupaçãon humana de há 11 110 anos AP.
- Cactus Hill, Virginia. Lascas de pedra, pontas de projetil e raspadores com datações entre 15 070 e 19 700 AP.
- Page-Ladson, Florida. Pontas de lança de marfim, artefatos de pedra e ossos de mastodonte com marcas de corte, datados entre 15 405 e 14 146 anos AP.
- Tultepec II, estado de México. Armadilhas excavadas para caçar mamute e centenas de ossos dos animais caçados, nos estratos que datam de 15 000 anos AP.
- Monte Verde (Chile), artefatos líricos e ósseos, cordas, estacas, coro de Gomphotherium e pisadas de um pé pequeno, com datações confirmadas de pelo menos 14 800 anos e evidências de ocupação humana anterior.
- Wilson Butte Cave (sul de Idaho). Ferramentas de pedra associadas com ossos datados 14 500 anos AP.
- Saltville, Virginia, ferramenta de osso, facas de pedra, feitas a mão, microtalhas, restos de mastodonte cozido e carbono vegetal com datações entre 14 500 e 13 000 AP.
- Calico, California, ferramentas bifaciais que datam de 14 400 anos.
- Ilha Triquet, Colúmbia Britânica, Canadá. Fogão de 14 000 anos.
- Taima Taima, Muaco e El Jobo, Falcón, Venezuela. Pelve de mastodonte perfurada pela ponta de uma lança, ferramentas de pedra, de 14 000 e 12 000 anos.
- Manis Mastodon estado de Washington. Ponta de projetil de 13 800 anos.
- El Guitarrero, Ancash, Perú. Indústria lítica de lascas, uma ponta de projétil e uma faca, ambas bifaciais, de 13 000 anos.
- El Abra, Zipaquirá, Colômbia. Diferentes tipos de raspadores , picadores, lâminas feitas em flocos, que datam de 12 400 anos.
- Chivateros Lima, Perú. Indústria lítica para trabalhos de recoleta, de 12 000 anos.
- Los Toldos, Santa Cruz, Argentina. Restos de caça e coleta de 12 000 anos.
- Tibitó, Tocancipá, Cundinamarca, Colômbia. Instrumentos de corte, raspadores laterais, um raspador quilhado e artefatos de osso que se interpretam como facas e perfuradores, de 11 740 anos.
- Lapa Vermelha, Lagoa Santa (Minas Gerais), Brasil. Crânio e esqueleto de Luzia, datado em 11 400 años.
- Paiján La Libertad, Perú. Esqueletos humanos de 11 000 anos.
- Cueva Fell, Magallanes, Chile. Restos de 11 000 anos.